# 克焰人
卡尔·鲁普雷希特·克鲁南（英語：Karl Ruprecht Kroenen）是麦克·米格诺拉《地狱男爵》系列漫画里以及电影的一个反派角色。电影与漫画的Kroenen形象有不太相同。

## 概述
早年时，Kroenen是一个相对来说不太有名的党卫军科学家，很可能是因为患有强迫症，以及对细菌的恐惧，他经常穿戴着防毒面罩和保护用的紧身衣。

## 生平

### 早年
1897年，Karl Ruprecht Kroenen出生在德国的慕尼黑。他是一个音乐神童，拥有一头金发和俊俏的面孔，在他青春期变声不再适合唱歌前，曾在欧洲各个首都巡演唱歌剧。打小他就表现出受虐狂的倾向，常常每天用榆树的树枝抽打自己从痛苦中获得快感。少年时代，他逐渐开始讨厌自己身体的笨拙，继而可能发展成躯体变形障碍（body dysmorphic disorder，认为自己外貌存在缺陷的心理障碍）的一种极端表现。运用自己的外科知识，他对自己进行了一系列的实验，其中包括手术移除自己的眼皮和嘴唇。接着，他设计了一个紧身的防毒面罩来过滤病菌，并以此隐藏自己手术后的面容。

### 纳粹时期
1930年，他第一次与复活后的格里高利·叶菲莫维奇·拉斯普京（Grigori Efimovich Rasputin）见面。一样醉心于种族净化理论，他迅速成为了Rasputin最忠实的信徒和弟子。随后他就加入了纳粹党，青云直上，在1933年加入党卫军，任一级突击军队长（Obersturmbannführer），获第三帝国铁十字军章。接着Kroenen成为圖勒協會的领军人物，这是由一些研究神秘主义的贵族组成的秘密社团。他带领圖勒協會开展Ragna Rok计划，负责建造计划于1944年十月份（一说是十二月份）使用——也就是传送地狱男孩——的传送门。当盟军暴风般攻占Ragna Rok计划实施所在的小岛（距离苏格兰海岸不远）时，Kroenen在试图取回一个叫布鲁姆教授盟军方面的教授扔在传送器边的手雷时损失了左手，当时传送器锋利的环转桨翼切掉了他的手。手雷爆炸炸碎的一大块铁片直接插进了他的胸膛。但很快他就消失在人们的视野之中。

### 战后时期
Kroenen消失后，他将钢铁冶炼锻造成为骨骼的实验也公布于世。这是Kroenen认为人类的未来依赖于血肉与机器的联姻的一个更重要的证据。1956年，一个不知名的墓穴在罗马尼亚被发现。对牙齿的检测确认其属于Kroenen。
然而在2004年，Kroenen被发现依旧存活。通过神秘的手段以及发条装置，他为自己制作了一个人工的心脏和左手。通过在原来心脏部位发条一样的机器，他可以很有效率地转动他的手腕，并可以超人般精确地使用他的武器。他也可以“关闭”自己的身体，使自己处于一个休眠，呈现死亡的状态，直到他的主人，也就是奥古·桀哈重新唤醒他。他通过这样的伪装渗入到B.P.R.D超自然调查防御署总部内部。
作为一个残酷狡猾的杀手，Kroenen理应对无数人的惨死负责，其中包括很多盟军士兵，以及地狱男爵的父亲：布鲁姆教授。